# آلسیو لانوت
آلسیو لانوت (انگلیسی: Alessio Lanotte؛ زادهٔ ۳۱ مارس ۱۹۹۲) بازیکن فوتبال اهل ایتالیا است.
از باشگاه‌هایی که در آن بازی کرده‌است می‌توان به باشگاه فوتبال اینتر میلان و باشگاه فوتبال اسپتزیا اشاره کرد.